# Kerk van Emmerlev
De Kerk van Emmerlev (Deens: Emmerlev Kirke) is een net ten zuiden van het dorp Sonder Sejerslev en ten noordoosten van het dorp Emmerlev aan de Hejervej gelegen kerkgebouw van de Deense Volkskerk. Vroeger gold de toren van de oorspronkelijk aan de apostel Andreas gewijde kerk als een baken voor zeelieden.

## Omschrijving
De kerk werd gebouwd in de romaanse tijd. Het schip bestaat voornamelijk uit graniet en tufsteen. Tegelijkertijd met het kerkschip werd ook een koor en een apsis gebouwd, maar al in de jaren 1225-1250 werd het schip naar het oosten verlengd en werden het koor en de apsis gesloopt. Ze werden vervangen door het nog altijd bestaande koor van baksteen. De noordelijke toegang van de kerk is dichtgemetseld en is als buitennis nog altijd te herkennen, maar de zuidelijke toegang bleef bewaard. In de noordelijke muur bleven twee ramen bewaard, terwijl de ramen in de zuidelijke muur van latere datum zijn.
De kerktoren dateert uit de late gotiek (bouwkunst) (circa 1500) en is van het zogenaamde Tørninglen-type, d.w.z. de toren wordt afgesloten met een piramidevormige spits met lagere puntgevels aan alle vier de kanten van de toren. De gewelfde torenruimte heeft een westelijk portaal. De vroegere buitentrap aan de toren werd later door de trappentoren aan de noordelijke kant van de toren vervangen. Nadat de oude klokken van de kerk in de Eerste Wereldoorlog door omsmelting verloren gingen, werden ze na 1920 vervangen door nieuwe klokken.
De dakconstructie is nog origineel, maar werd volledig gerenoveerd. De toren heeft een dakbedekking van lood, terwijl de sacristie een pannendak en het schip, het koor en het portaal een leiendak kent.
Het kerkgebouw werd in de jaren 1949-1950 onder leiding van de architect Holger Mundt grondig gerestaureerd.

## Interieur

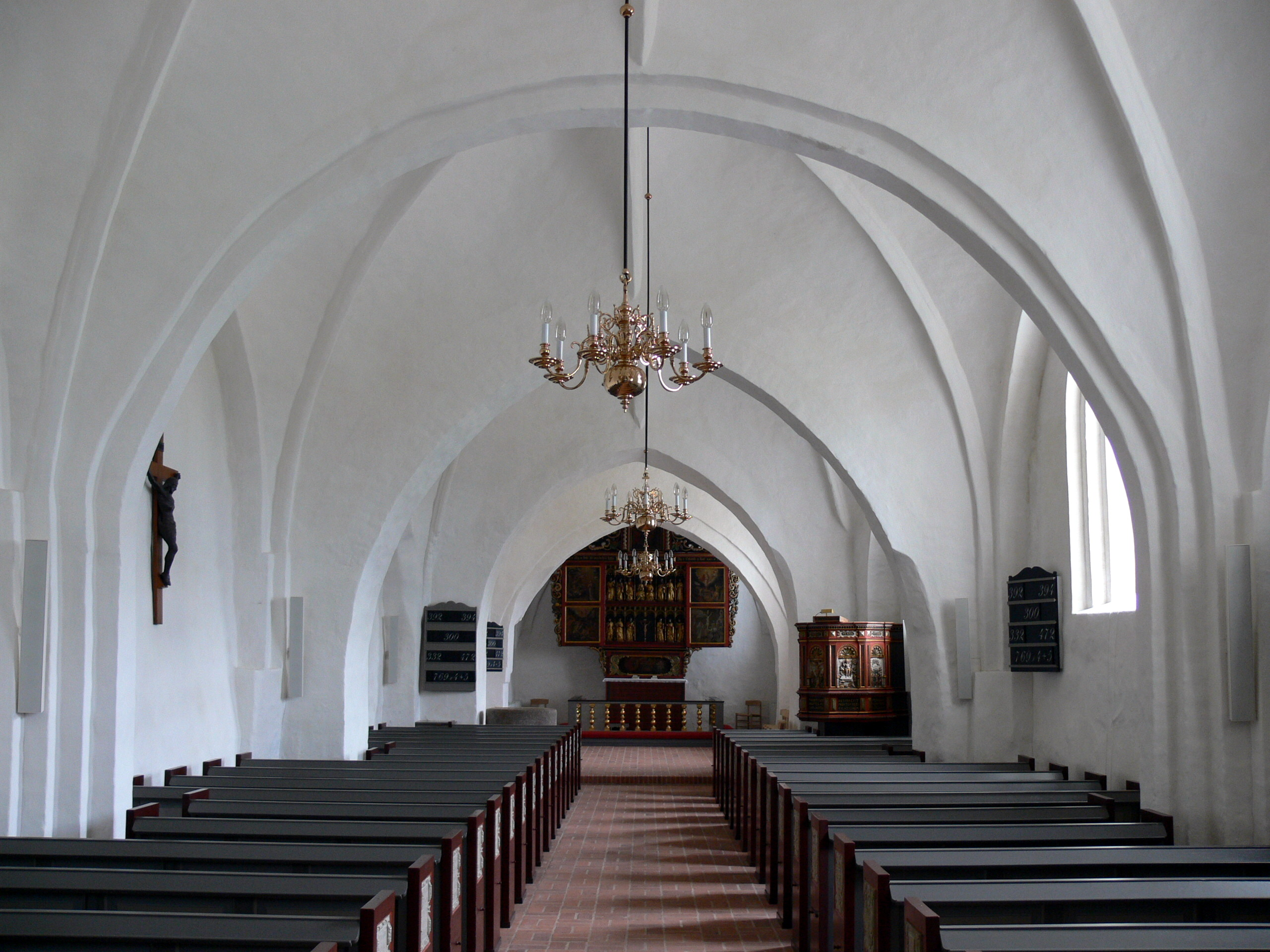
Overzicht interieur richting altaar

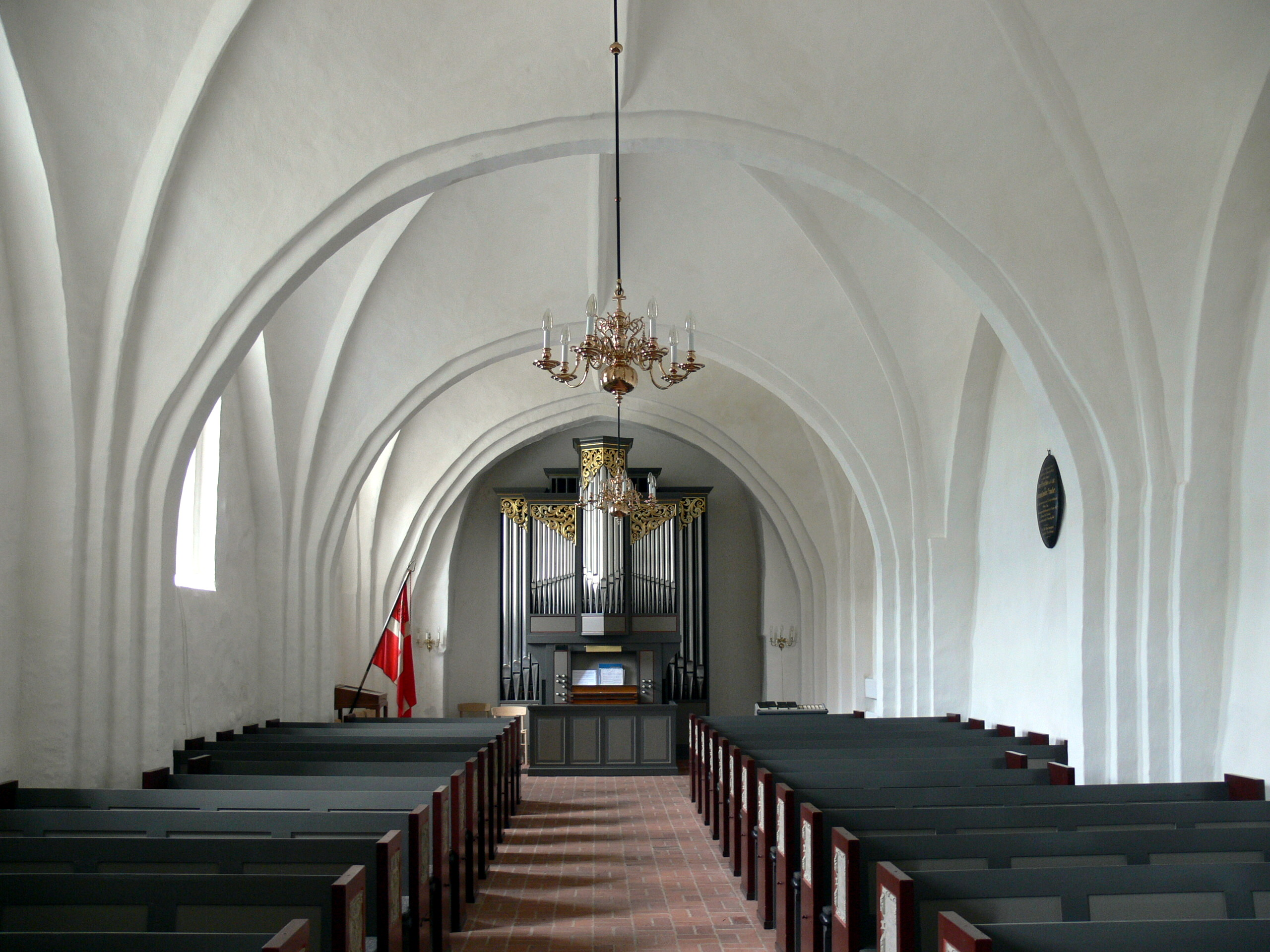
Overzicht interieur richting orgel

Zowel het koor als het kerkschip hebben gewelven, maar in tegenstelling tot veel andere Deense dorpskerken bevatten de gewelven hier geen fresco's.
De altaartafel is romaans en dateert uit circa 1250. Het laatgotische retabel dateert uit 1475, maar heeft barokke toevoegingen uit 1685. In het midden zijn de beelden van een gekruisigde Jezus, de twaalf apostelen en een voorstelling van de kroning van Maria te zien. Op de vleugels en in de top van het altaarstuk zijn schilderijen van de Annunciatie, de Aanbidding van de Herders, de Kruisiging, de Opstanding en de Hemelvaart te zien. Het granieten doopvont is romaans, terwijl de doopschaal Zuid-Duits is en uit 1575 stamt. Op de schaal is het motief van de Verkondiging en het inschrift van de schenkster van de schaal te zien. De preekstoel is een werk uit de renaissance en dateert uit de vroege jaren 1660 en wordt versierd met zes reliëfs uit de levensgeschiedenis van Jezus. De kerkbanken werden in het jaar 1950 geplaatst, maar de voorste banken bevatten nog elementen van enkele oude kerkbanken uit 1603.
Het kerkorgel uit 1860 werd in 1922 vernieuwd.
Aan het bezoek van koning Christiaan VIII en zijn vrouw Caroline Amalia in 1847 herinnert een plaquette. Ook is er een herdenkingsplaat voor de drie gevallen inwoners van Emmerlev tijdens de Tweede Duits-Deense Oorlog in 1864.